# Houdemont (België)

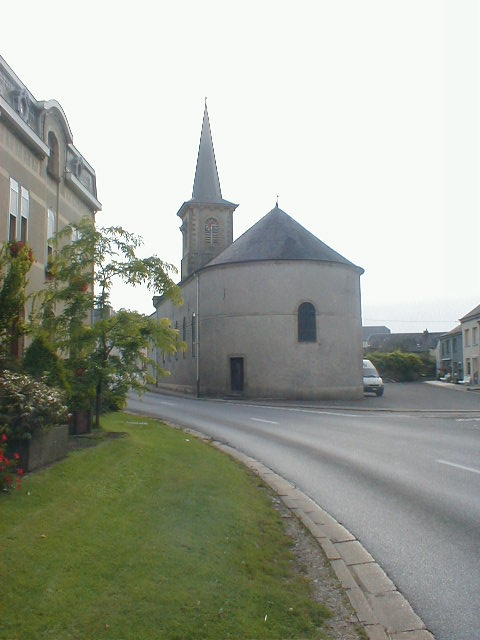
De kerk van Houdemont.

Houdemont (Waals & Gaumais: Hoûlmont) is een dorp in de Belgische provincie Luxemburg, en een deelgemeente van de Waalse gemeente Habay.
Houdemont was een zelfstandige gemeente, tot die bij de gemeentelijke herindeling van 1977 toegevoegd werd aan de gemeente Habay.

## Geschiedenis
Aan het begin van de Eerste Wereldoorlog op 24 augustus 1914 passeerde het 23ste infanterieregiment van het Duitse leger. 11 burgers kwamen hierbij om het leven en 68 huizen werden hierbij verwoest.

## Demografische ontwikkeling
- Bronnen:NIS, Opm:1831 tot en met 1970=volkstellingen

Deelgemeenten: Anlier · Habay-la-Neuve · Habay-la-Vieille · Hachy · Houdemont · Rulles

Overige dorpen: Harinsart · Marbehan · Nantimont · Orsainfaing · Pont d'Oye

Belgische gemeenten · Arrondissement Virton · Luxemburg · Wallonië